# Берхман, Георгий Эдуардович
Георгий Эдуардович Берхман (1854—1929) — генерал от инфантерии Российской императорской армии, участник Русско-турецкой войны 1877—1878 годов и Первой мировой войны. В годы Гражданской войны — участник Белого движения.

## Биография

### Ранние годы
Из дворянской семьи Лифляндской губернии, родился в ауле Курах, Кюринский округ Дагестанской области. Общее образование получил во 2-й Московской военной гимназии.
В службу вступил 9 августа 1873 года юнкером рядового звания в 1-е военное Павловское училище. Выпущен прапорщиком (ст. 04.08.1876) в 21-ю артиллерийскую бригаду. Подпоручик (ст. 09.12.1876). Участвовал в русско-турецкой войне 1877-78 годов. Поручик (ст. 26.12.1877). Штабс-капитан (ст. 18.12.1880).

### Служба на Кавказе
С 1881 по 1887 год старший адъютант штаба 21-й пехотной дивизии. Капитан (ст. 17.04.1883). Штаб-офицер для особых поручений при штабе Кавказского армейского корпуса (21.11.1887-19.03.1888). 19 марта 1888 года назначен старшим адъютантом мобилизационного отделения штаба Кавказского военного округа. Подполковник (ст. 24.04.1888). С 28 октября 1890 по 27 октября 1891 года отбывал цензовое командование батальоном в 152-м пехотном Владикавказском полку. В 1892 году «за отличие по службе» произведён в полковники.
С 7 июня 1893 по 7 апреля 1898 года — командир Лорийского резервного полка. С 7 апреля 1898 по 28 ноября 1899 года — командир 257-го пехотного резервного Потийского полка. С 28 ноября 1899 по 27 ноября 1902 года — командир 81-го пехотного Апшеронского полка. 27 ноября 1902 года «за отличие по службе» был произведён в генерал-майоры и назначен начальником штаба 2-го Кавказского армейского корпуса. С 29 июля 1905 по 31 января 1907 года генерал-квартирмейстер штаба Кавказского ВО. 
Основная служба проходила по Генеральному штабу в Кавказском военном округе, причем с 31 января 1907 года по 29 января 1913 года был начальником штаба округа. Генерал-лейтенант (пр. 1907; ст. 06.12.1907; за отличие).

### Служба в Казанском военном округе
29 января 1913 года переведён в Казанский военный округ и назначен командиром 24-го армейского корпуса. 14 апреля 1913 года «за отличие по службе» произведён в генералы от инфантерии.

### Первая мировая война
2 января 1914 года был назначен командиром 2-го Кавказского армейского корпуса, с которым вступил в войну.
С 11 декабря 1914 по 4 февраля 1915 года — командир 1-го Кавказского армейского корпуса. 4 февраля 1915 года назначен в распоряжение Главнокомандующего Кавказской армией. Являясь начальником Сарыкамышской группы войск, одержал блестящую победу над турецкой армией в Сарыкамышской операции, за которую 26 июля 1916 года был награждён орденом Св. Георгия 4-й степени. Орден он получил спустя некоторое время, поскольку изначально победу приписали генерал-лейтенанту Н. Н. Юденичу, начальнику полевого штаба Кавказской армии. С 13 ноября 1916 по 5 апреля 1917 года — командир 40-го армейского корпуса на Юго-Западном и Румынском фронтах.
Состоял в Добровольческой армии, вместе с которой выехал в Константинополь, затем в Болгарию, далее переехал в Марсель, где возглавлял отделение РОВС.
Скончался 2 февраля 1929 года. Его прах был перенесен на русское кладбище Кокад в Ницце 9 марта 1930 года.

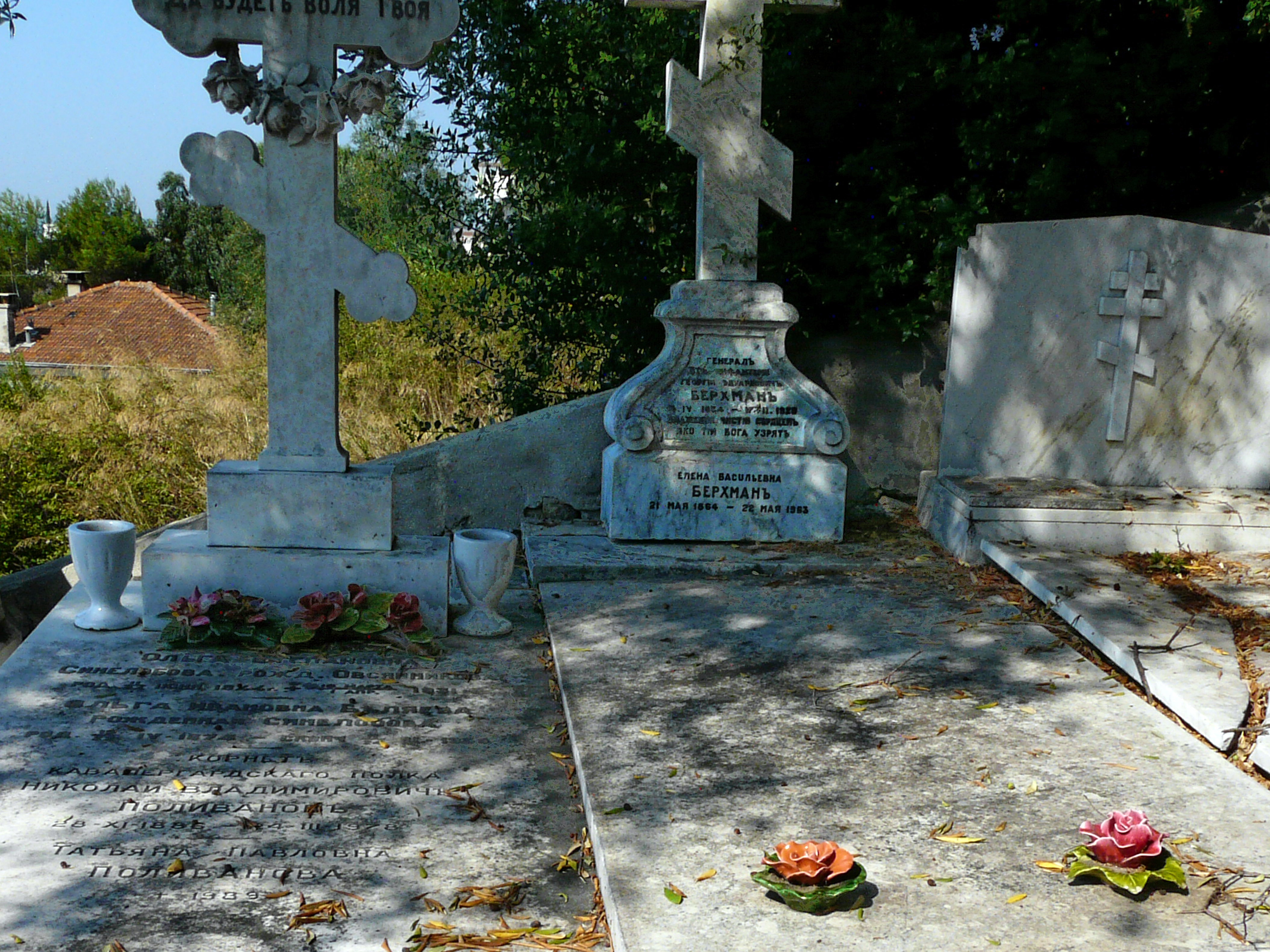
Могила Георгия Эдуардовича Берхман и его супруги Елены Васильевны на русском кладбище Кокад в Ницце

## Награды
- Орден Святой Анны 4-й степени (1878)
- Орден Святого Станислава 3-й степени с мечами и бантом (1878)
- Орден Святой Анны 3-й степени с мечами и бантом (1878)
- Орден Святого Станислава 2-й степени (1884)
- Орден Святой Анны 2-й степени (1888)
- Орден Святого Владимира 4-й степени (1895)
- Орден Святого Владимира 3-й степени (1900)
- Орден Святого Станислава 1-й степени (1904)
- Орден Святой Анны 1-й степени (1906)
- Орден Святого Владимира 2-й степени (5 сентября 1909)
- Орден Белого Орла (6 декабря 1912)
- Орден Святого Александра Невского с мечами (7 июля 1915)
- Орден Святого Георгия 4-й степени (26 июля 1916)

Иностранные ордена:
- Персидский орден Льва и Солнца 1-й степени
- Персидский орден Льва и Солнца 2-й степени
- большой крест ордена Звезды Румынии с мечами (1917)[12]

Почетные звания:
- Почетный старик Новотроицкой, Елизаветинской, Рязанской и Кавказской станиц Кубанского казачьего войска.

## Семья
- жена — Елена Васильевна (1864—1963), дочь генерала Василия Александровича Потто.
- дети: Елена, Георгий, Наталья, Мария, Вероника (в замужестве Дулиттл), Ирина.